# Cornelius Pollmer

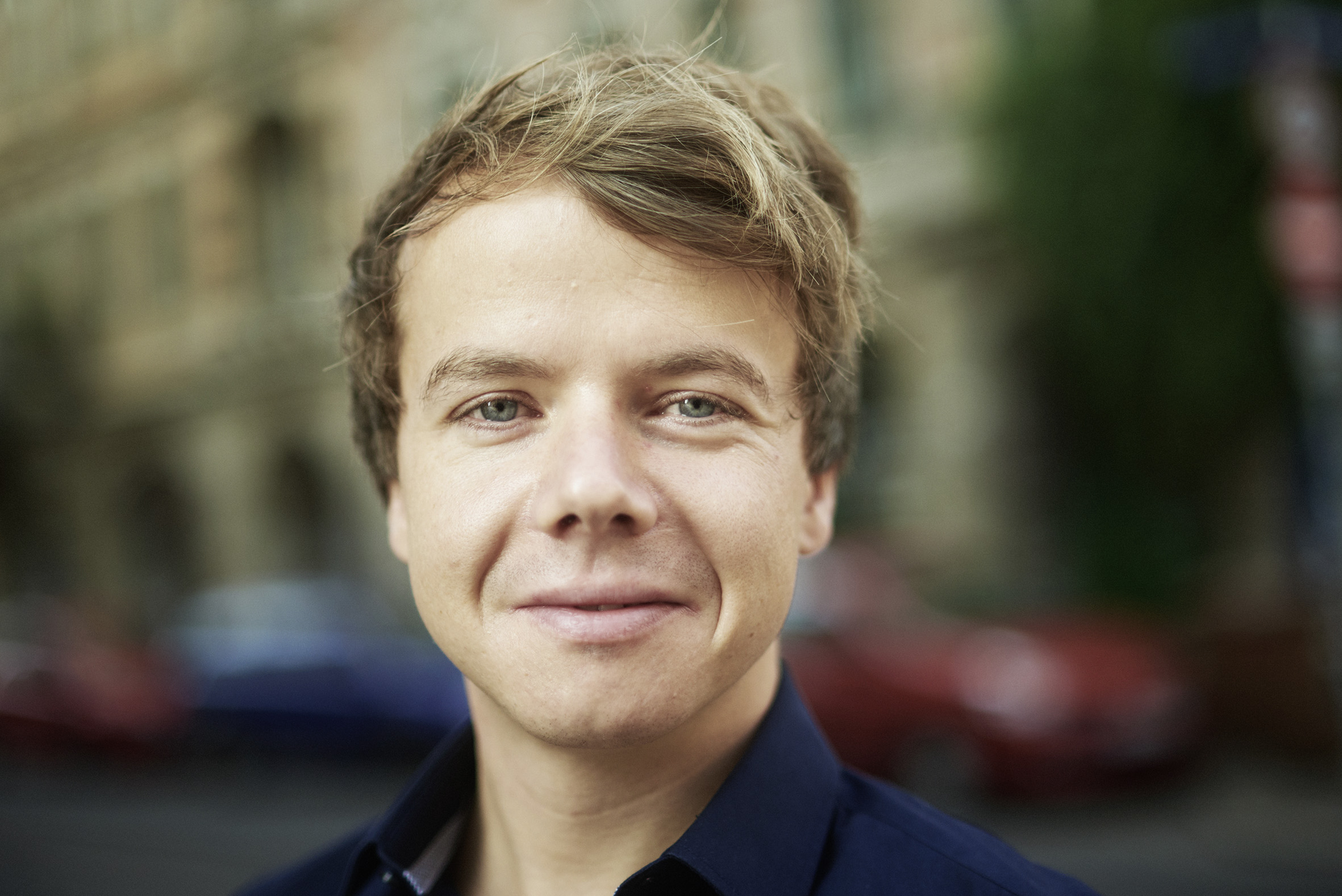
Cornelius Pollmer (2018)

Cornelius Pollmer (geboren 1984 in Dresden) ist ein deutscher Journalist und Autor.

## Leben
Cornelius Pollmer studierte Volkswirtschaftslehre an der TU Dresden. Er war Textchef der Jugendzeitschrift Spiesser und freier Mitarbeiter bei der Sächsischen Zeitung und absolvierte von 2008 bis 2010 in München eine Ausbildung zum Redakteur an der Deutschen Journalistenschule. Nach einem Arthur F. Burns Fellowship der Internationalen Journalisten-Programme (IJP) im Jahre 2011 folgte ein Volontariat bei der Süddeutschen Zeitung. 2013 wurde Pollmer SZ-Korrespondent für Sachsen, Sachsen-Anhalt und Thüringen und veröffentlichte 2018 einen Sammelband mit Artikeln. 2019 erschien sein zweites Buch mit dem Titel Heut ist irgendwie ein komischer Tag. Meine Wanderungen durch die Mark Brandenburg. Harry Nutt notierte in der Frankfurter Rundschau, dass das anlässlich des Fontane-Jahres erschienene Buch gut lesbare und mit Sympathie geschriebene Porträts von Land und Leuten des gegenwärtigen Brandenburgs biete, wobei Pollmer zum Beispiel den „skurrilen Eigensinn der Einheimischen“ oder den „traditionsbewussten und weitsichtigen Gönner“ in Person eines zugezogenen Adligen beschreibe. Von 2020 bis 2021 betrieb Pollmer mit dem Schriftsteller Lukas Rietzschel den Podcast Notizen aus der Provinz. 2024 war er Mitglied des Literarischen Quartetts.
Nach 14 Jahren verließ Pollmer 2024 das Feuilleton der Süddeutschen und ist seit 2025 Leiter des Leipziger Büros der ZEIT und des Ressorts ZEIT im Osten.
Pollmer lebt in Leipzig.

## Schriften (Auswahl)
- Randland. Reportagen und Berichte aus dem deutschen Osten. Thelem, Dresden 2018, ISBN 978-3-95908-469-7
- Heut ist irgendwie ein komischer Tag. Meine Wanderungen durch die Mark Brandenburg. Penguin, München 2019, ISBN 978-3-328-60060-2